# Ville-port
Ville-Port est un projet urbain réalisé à Saint-Nazaire, initié durant les années 1990, et donnant son nom au quartier créé. 

## Historique
À l'issue de la reconstruction de la ville après-guerre, le centre de la commune tournait le dos au port et à la base sous-marine, qui barrait l'accès et la visibilité sur les bassins. Ce retournement passe par la réappropriation de la base sous-marine, entre autres par le biais de sa végétalisation (projet de Jardin du tiers paysage de Gilles Clément). À l'initiative du maire de l'époque Joël Batteux, des équipements publics furent développés dans la base, dont le toit fut rendu accessible,.  
L'ensemble d'entrepôts, de commerces divers et d'airs en friche séparant la ville du port furent convertis en un quartier doté d'équipements publics et privés (centre commercial, logements et théâtre),.
La base sous-marine elle-même accorde une place importante à la culture et aux loisirs, en effet celle-ci rassemble une nouvelle institution culturelle, le LiFE, avec un musée, des bars, une salle d'art contemporain, ainsi qu'une scène consacrée à la musique,.  La salle associative a elle aussi été intégrée à la base sous-marine, livrée en septembre 2018.
Le réaménagement des abords de la base sous-marine permet l'accueil d'autres équipements de loisirs avec par exemple le multiplexe Cinéville, des commerces avec notamment le centre commercial Ruban bleu ainsi que plusieurs musées (écomusée, sous-marin Espadon). Le projet laisse également une place importante à la construction de programmes neufs de logements. Enfin, l'ancienne gare de voyageurs délaissée après-guerre bénéficit d'une importante rénovation, et d'une transformation, afin d'accueillir le nouveau théâtre, livré en 2012,. Ce quartier attire aujourd'hui plus d'un million de visiteurs chaque année[réf. nécessaire].